# Universidade de Halle-Vitemberga
Universidade Martinho Lutero de Halle-Vitemberga (em alemão:  Martin-Luther-Universität Halle-Wittenberg), também designada como MLU, é uma universidade orientada para a pesquisa localizada nas cidades de Halle an der Saale e Vitemberga na Saxónia-Anhalt, Alemanha. Foi fundada em 1502 por Frederico III da Saxônia e a Universidade de Halle foi fundada em 1694 por Frederico I da Prússia, antes denominado Frederico III de Brandemburgo.

## História

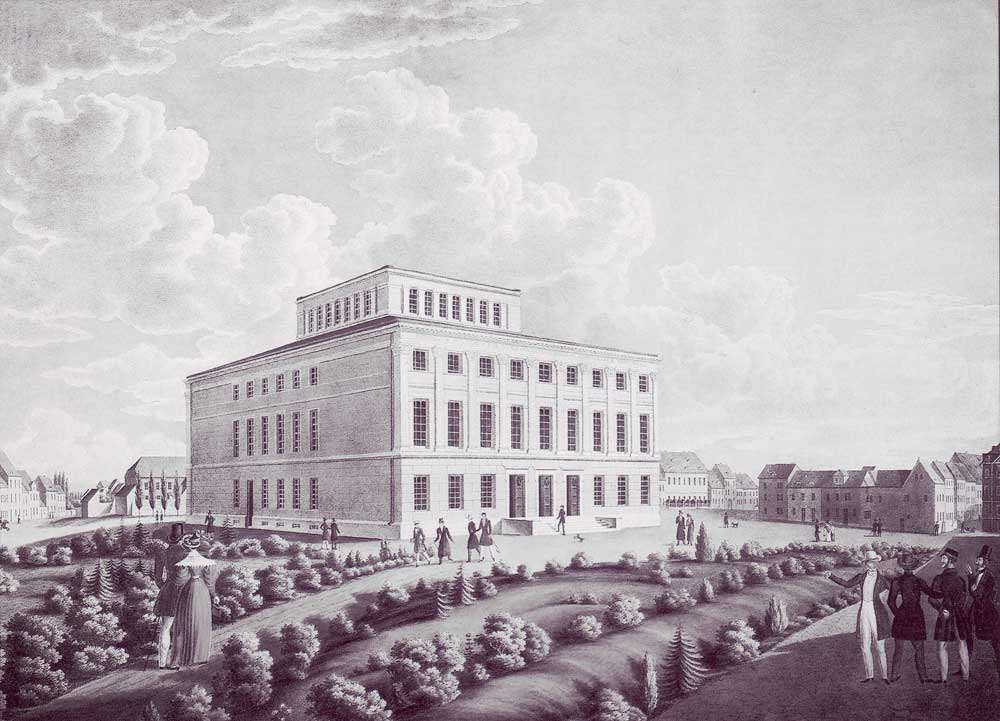
Universidade de Halle em 1836

A atual Universidade Martinho Lutero formou-se através da fusão de duas instituições universitárias. Uma delas fundada em Vitemberga em 1502 e outra em Halle, no ano de 1694.
A história dessas duas universidades teve momentos marcantes. Por um lado, em Vitemberga lecionaram Martinho Lutero e Filipe Melâncton e, através desses dois personagens históricos, tornaram-se esta cidade e sua universidade centros da Reforma Protestante na Alemanha. Por outro lado, a Universidade de Halle tornou-se, em torno de 1700, o ponto de partida do Renascimento alemão, principalmente devido a atuação do jurista Christian Thomasius e do filósofo Christian Wolff.
Em 1813, Napoleão fechou a Universidade de Vitemberga por curto período. Devido à reordenação territorial após as guerras napoleônicas, ambas universidades se unificaram em Halle no ano de 1817. Essa especificidade na história das instituições encontra-se marcada no brasão duplo da atual Universidade Martinho Lutero.

## Faculdades
- Faculdade de Teologia
- Faculdade de Direito e Economia
- Faculdade de Medicina
- Faculdade de Filosofia I (estudos socio-culturais, história)
- Faculdade de Filosofia II (línguas antigas e modernas, estudos sobre comunicação, música)
- Faculdade de Filosofia III
- Faculdade de Ciências naturais I (bioquímica, biologia)
- Faculdade de Ciências naturais II (física e química)
- Faculdade de Ciências naturais III (agricultura, geologia, matemáticas, ciência de computadores)